# Zărand
Zărand là một xã thuộc hạt Arad, România. Dân số thời điểm năm 2002 là 2674 người.